# ببغاء الخوخ
ببغاء الخوخ (بالإنجليزية:  Peach-fronted parakeet)‏ المعروفة أكثر بأسم ببغاء واجهته الخوخ، هو جنس من الطيور ينتمى إلى بستاكيداي . منتشر بكثرة في شرق البرازيل وبوليفيا وباراغواي وأقصى شمال الأرجنتين وجنوب سورينام (  سيباليويني سافانا).

## وصف
الببغاء ذو واجهة الخوخ له غطاء من الخوخ ، أبيض حول العين وريش أخضر. الكونيور الجبهة الخوخية أحادية الشكل جنسياً. تشبه الأحداث الخوخية الأمامية الصغار البالغين ، مع تاج خوخي أصغر بكثير ، بدون حلقة عين بيضاء.

## معرض الصور

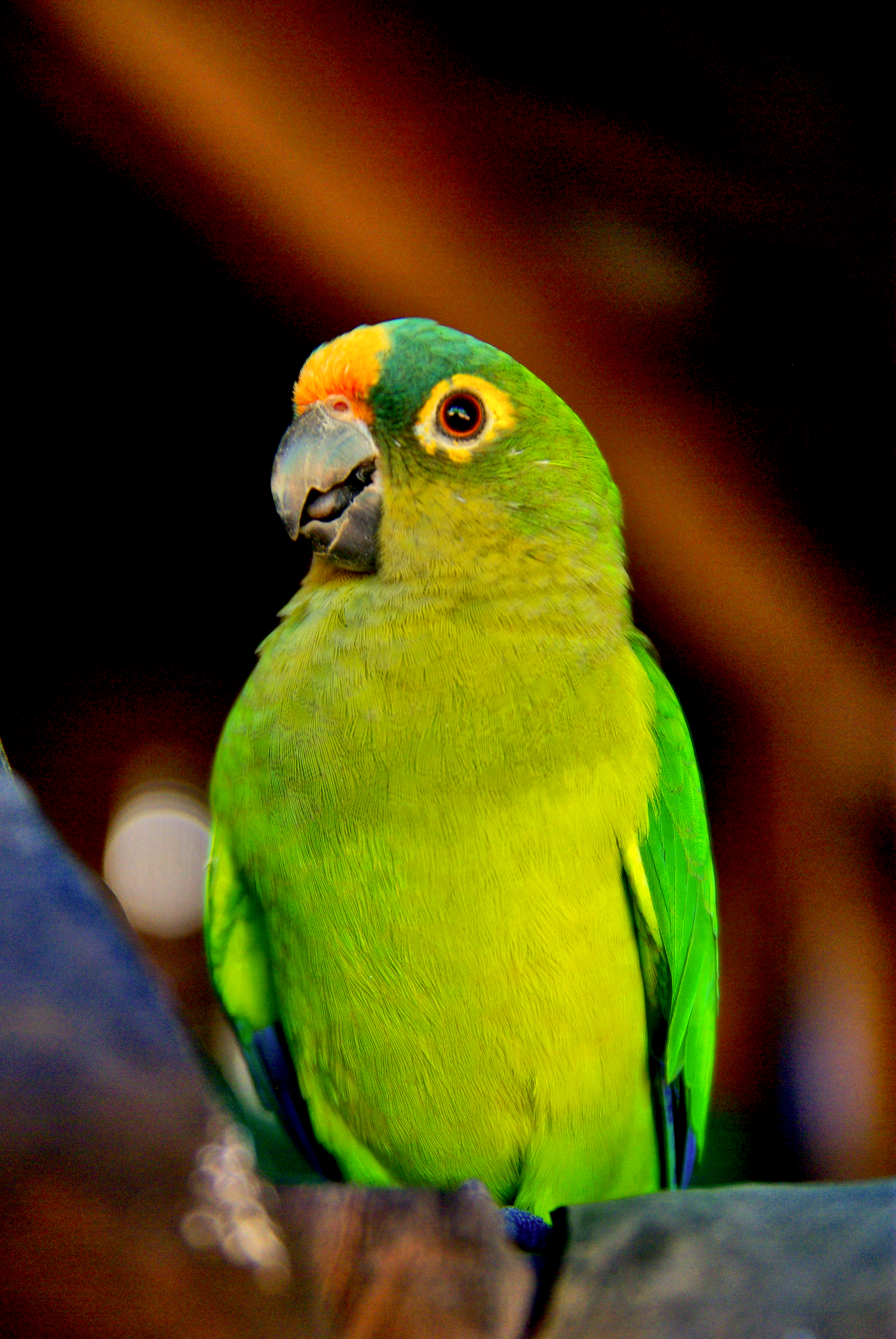
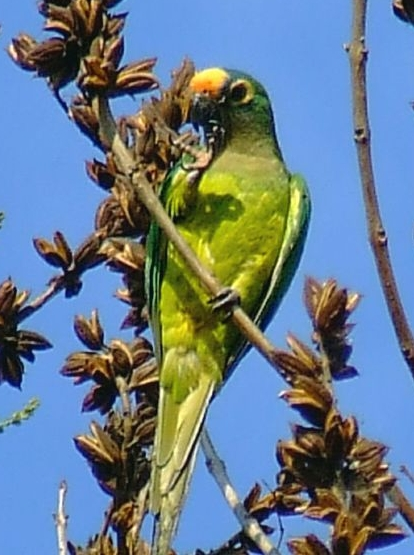

## روابط خارجية
- "Peach-fronted Parakeet - BirdLife Species Factsheet". BirdLife International (2008). مؤرشف من الأصل في 2016-03-03. اطلع عليه بتاريخ 2009-01-03.